# TOKIO FIRST LIVE VIDEO 〜BAD BOYS BOUND '95〜
『TOKIO FIRST LIVE VIDEO 〜BAD BOYS BOUND '95〜』（トキオ・ファースト・ライブ・ビデオ バッド・ボーイズ・バウンド '95）は、TOKIO初のライブ･ビデオ。1995年11月23日にSony Recordsより発売された。

## 概要
1995年8月3日から9月3日にかけて行われたコンサート・ツアー｢BAD BOYS BOUND '95｣の渋谷公会堂 での公演(1995年9月2日・追加公演)が収録された。
山口のソロ曲｢彼女によろしく｣や｢明日の君を守りたい 〜YAMATO2520〜｣、｢時代をよろしく!｣などが未収録となった。

## 収録曲
1. ハートを磨くっきゃない 作詞：芹沢類、作曲：芹澤廣明、編曲：白井良明
2. LOVE YOU ONLY 作詞：工藤哲雄、作曲：都志見隆、編曲：西脇辰弥
3. SoKoナシLOVE 作詞：工藤哲雄、作曲：都志見隆、編曲：白井良明
4. ぼくの伯父さん 〜My uncle is a nice guy〜 作詞：工藤哲雄、作曲：都志見隆、編曲：白井良明
松岡ソロ曲。
5. ドラムソロ
ダンスコーナーの映像がインサートされている。
6. 哀しみのBeliever 作詞：工藤哲雄、作曲：都志見隆、編曲：白井良明
7. 恋のカリキュラマシーン 作詞・作曲：ローリー寺西、編曲：白井良明
8. 未来派センス 作詞：朝水彼方、作曲：西脇辰弥
9. やっと会えた 作詞：朝水彼方、作曲:青木秀樹、編曲：重実徹
10. JULIET 作詞：芹沢類、作曲：青木秀樹、編曲：重実徹
アンコール1曲目。
11. うわさのキッス 作詞：工藤哲雄、作曲：都志見隆、編曲：白井良明
アンコール2曲目。